# Pyrenophora nuda
Pyrenophora nuda är en svampart som beskrevs av Cooke 1879. Pyrenophora nuda ingår i släktet Pyrenophora och familjen Pleosporaceae.   Inga underarter finns listade i Catalogue of Life.